# لوئیس ژونیور (بازیکن فوتبال، زاده ۱۹۹۰)
لوئیز کارلوس سیتانو دی آزودو جونیور (به پرتغالی: Luiz Carlos Caetano de Azevedo Júnior) مهاجم اهل برزیل است که در شهر نیتروی و در تاریخ ۲۳ آوریل ۱۹۹۰ به دنیا آمده‌است.
لوئیز کارلوس سیتانو دی آزودو جونیور در تیم‌های فوتبال Botafogo سابقهٔ حضور دارد.